# Laura Kieft
Laura Kieft is een Nederlands schrijfster, foodblogger en columniste. Ze studeerde Commerciële Economie en bakte taarten als bijbaantje. Kieft begon in 2010 als een van de eerste foodbloggers van Nederland met haar foodblog Laura's Bakery. In de jaren daarna is Laura's Bakery uitgegroeid tot de best bezochte en daarmee grootste bakblog van Nederland en kon ze vanaf 2014 er haar werk van maken. Ze publiceerde zeven kookboeken. Ook lanceerde ze verschillende eigen bakproducten en is ze sinds 2018 columniste bij het magazine Vriendin. In 2023 is de Engelstalige versie van haar bakblog gelanceerd: In Laura's Bakery.